# Двинская уставная грамота
Двинская уставная грамота — источник права, дарованный Двинской земле великим князем московским Василием I Дмитриевичем в 1397 году после её присоединения к Москве. Памятник русского права.
Грамота определяла судебные и административные полномочия московского князя в Двинской земле. Содержание можно подразделить на следующие разделы:
- вопросы уголовного порядка и особенности суда по уголовным преступлениям;
- о порядке суда и судебных пошлинах;
- о подсудности населения и торговых пошлинах для купцов.

По сравнению с Русской Правдой принципиальные изменения заключались в более дифференцированном отношении к преступникам, введении понятия рецидива и различия наказания за первую, вторую и третью кражу.
По гражданским искам двиняне должны были судиться только в своей области, а торговыми пошлинами облагались только иногородние купцы, а местные — освобождались.